# Joodse Amerikanen

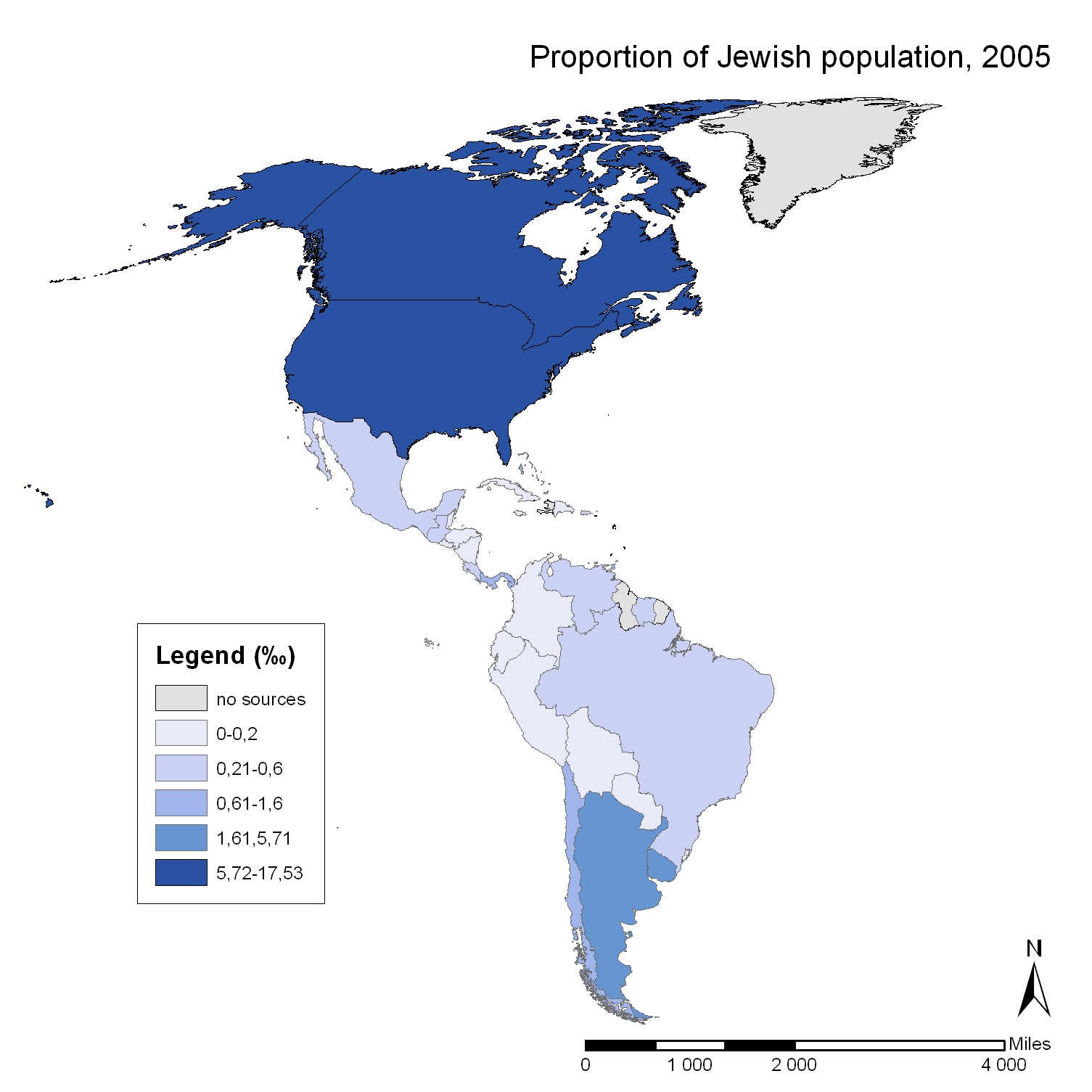
De verdeling van Amerikaanse Joden in Zuid- en Noord-Amerika in 2005.

Joodse Amerikanen of Amerikaanse Joden zijn Joden die Amerikaanse burgers of Amerikaans vreemdeling zijn. In de Verenigde Staten bevindt zich de op een na grootste Joodse gemeenschap (na Israël), afhankelijk van religieuze definities en verschillende bevolkingsgegevens. Ongeveer 5.128.000 (1,7%) mensen van de totale Amerikaanse bevolkings zijn Amerikaanse Joden. Een andere telling komt echter uit op 6.444.000 (2,2%) Amerikaanse Joden in de Verenigde Staten. Ter vergelijking, het Israëlische Centraal Bureau voor de Statistiek raamde dat de Joodse bevolking in Israël in 2008 uit 5.435.800 mensen bestond (75,7% van de gemiddelde bevolking).
De Joodse gemeenschap in de Verenigde Staten bestaat voornamelijk uit Asjkenazische Joden, die vanuit Centraal- en Oost-Europa zijn geëmigreerd, en hun nakomelingen die in de Verenigde Staten zijn geboren. Er woont echter een minderheid van alle Joodse etnische groepen waaronder Sefardische en Mizrachi-Joden, en ook een aantal bekeerlingen. Vanwege deze grote variatie aan Joden in de Verenigde Staten is er ook een breed scala aan Joodse culturele tradities in dat land.
Zowel de stad New York als de staat New York herbergen de meeste Joden. Daarnaast wonen er veel Joden in de staat New Jersey en de steden Miami en Los Angeles.

## Galerij

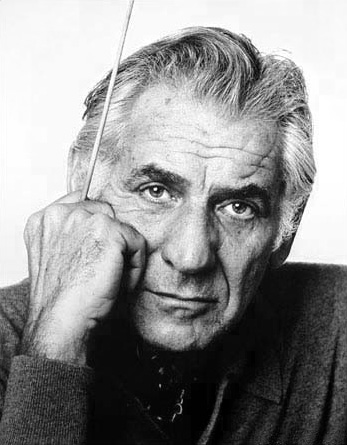
Leonard Bernstein
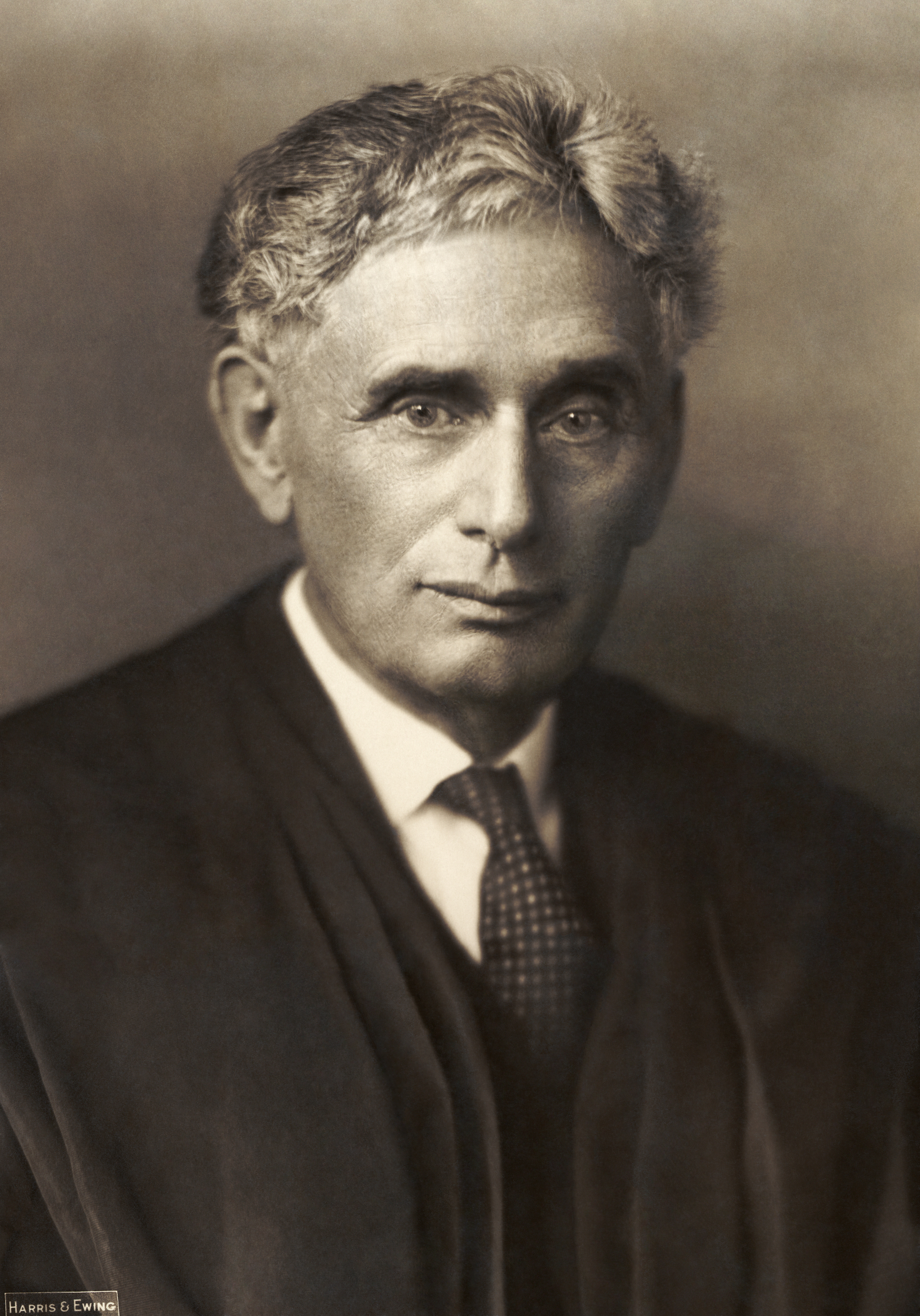
Louis Brandeis
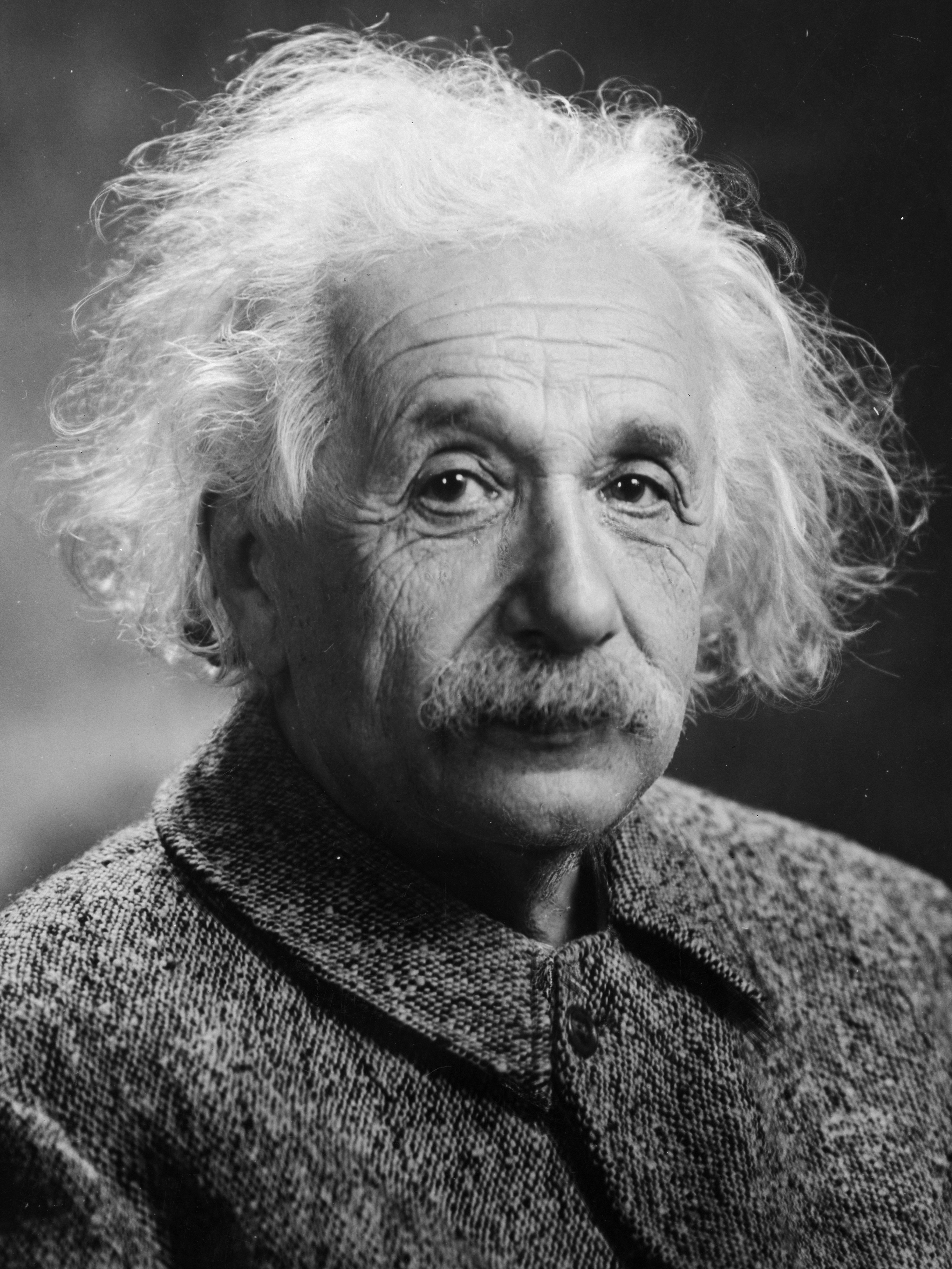
Albert Einstein
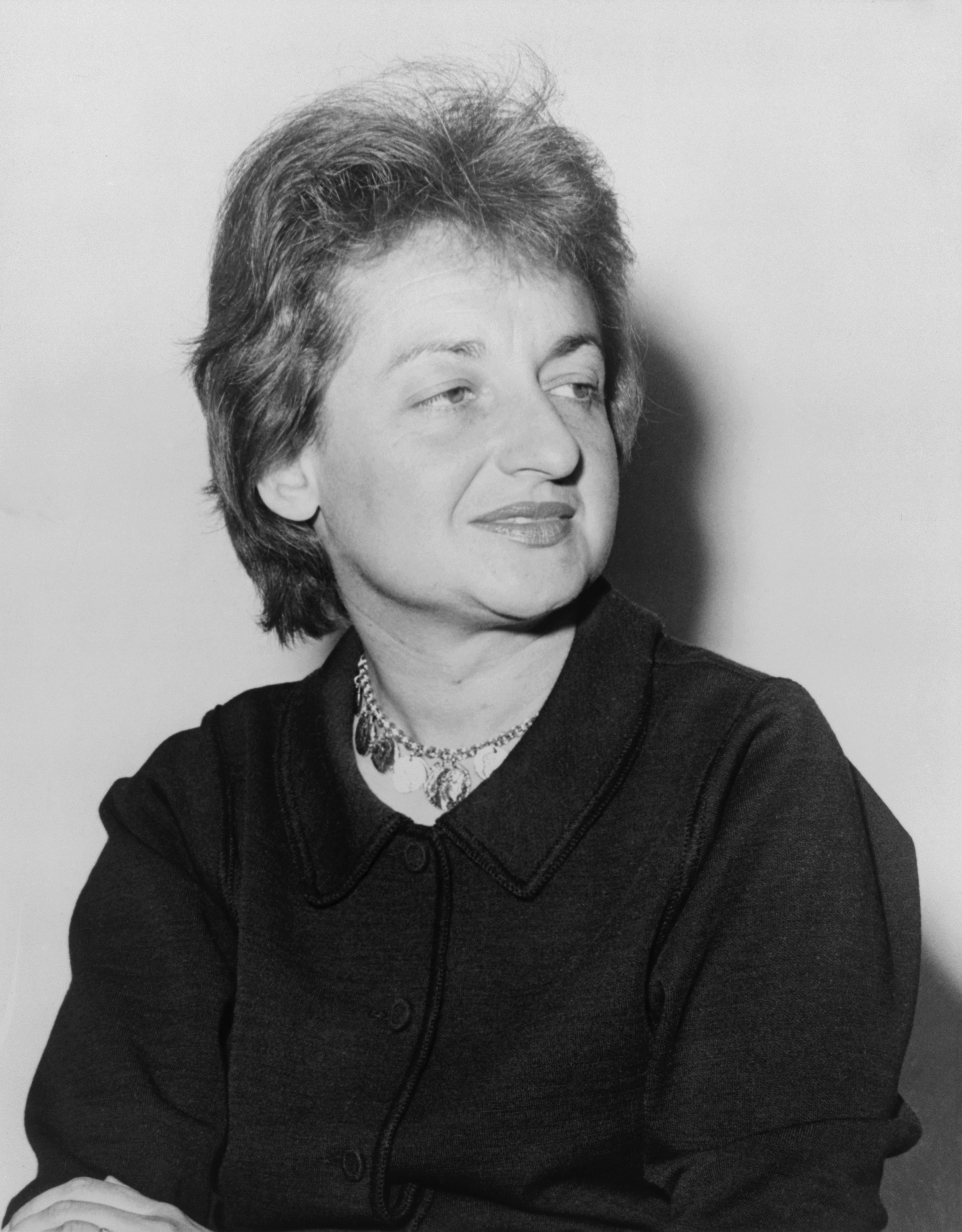
Betty Friedan
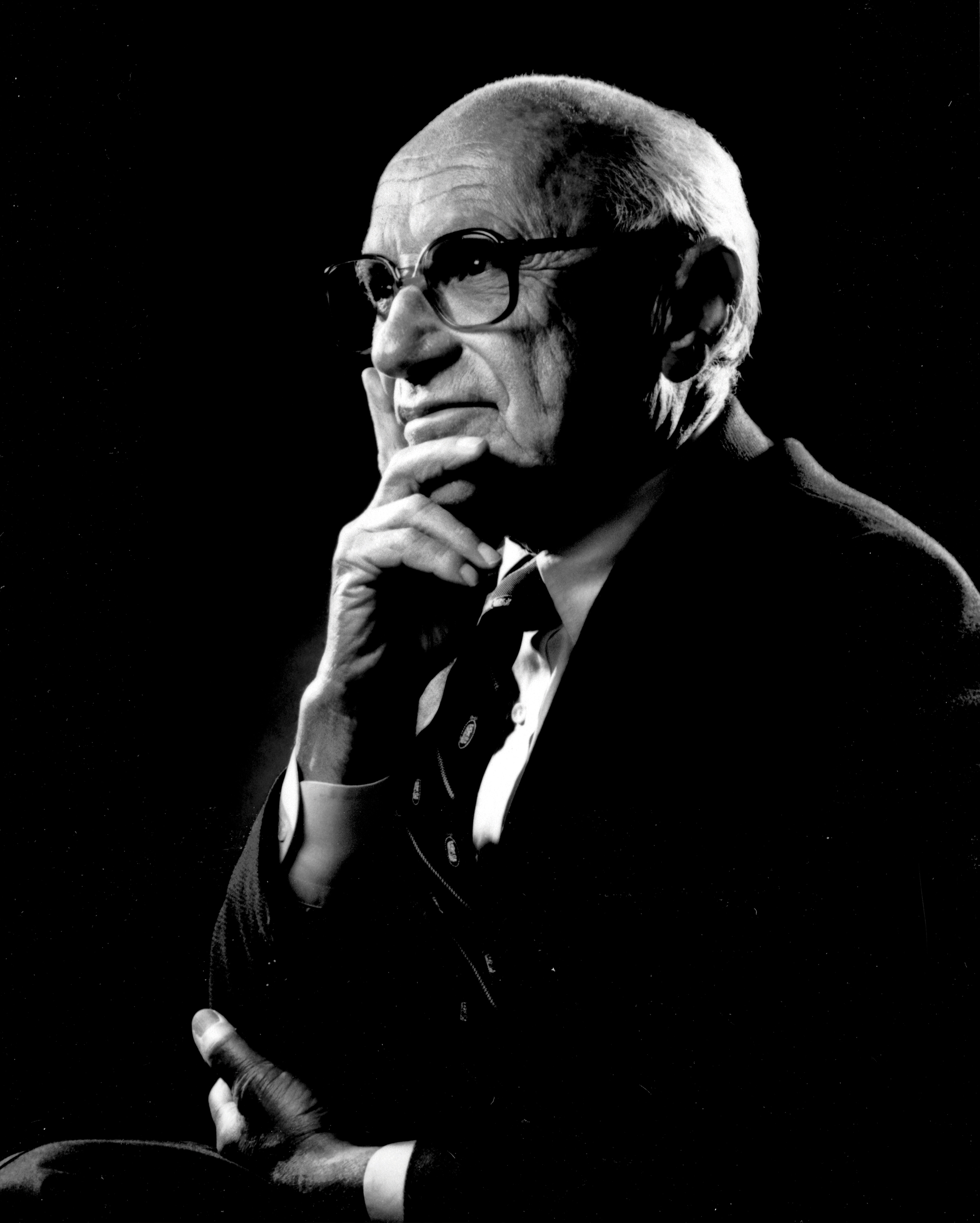
Milton Friedman
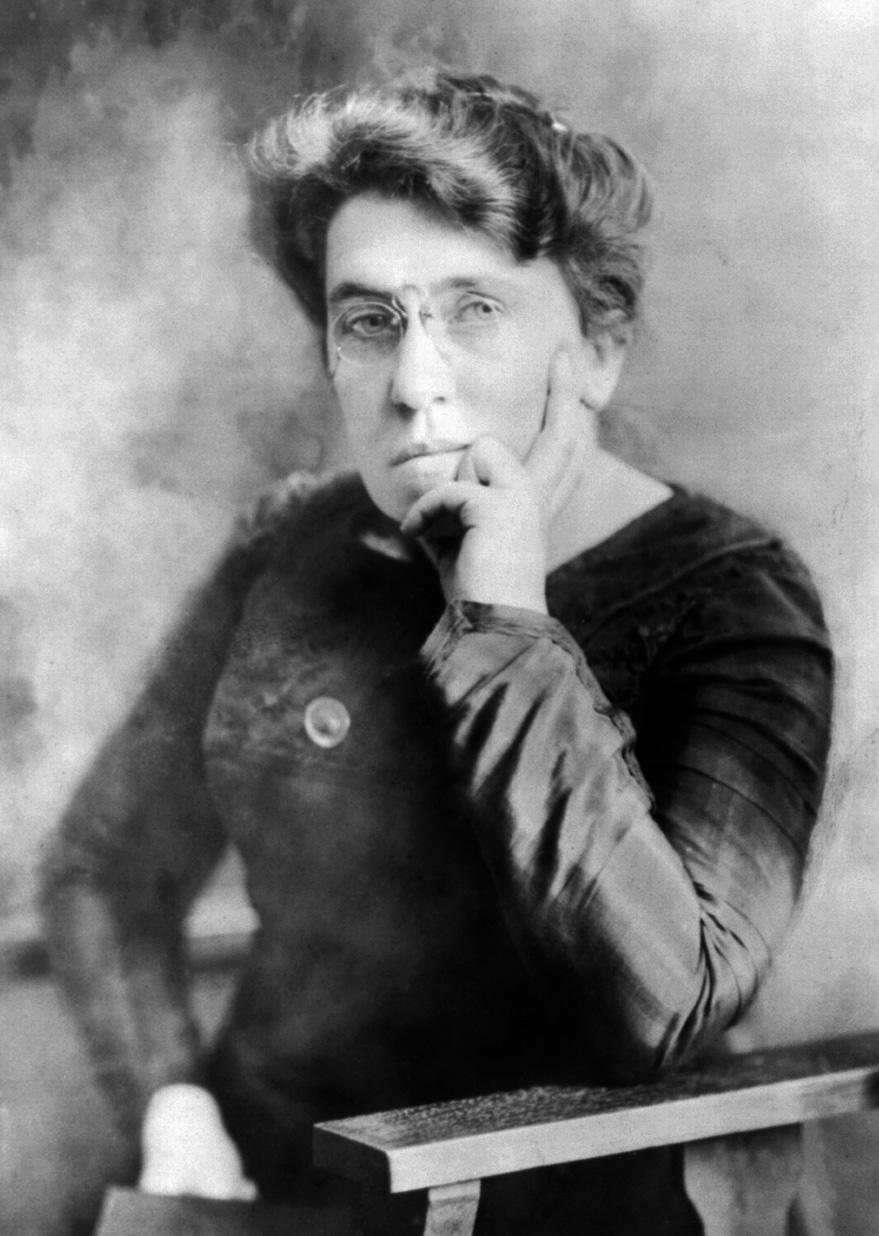
Emma Goldman
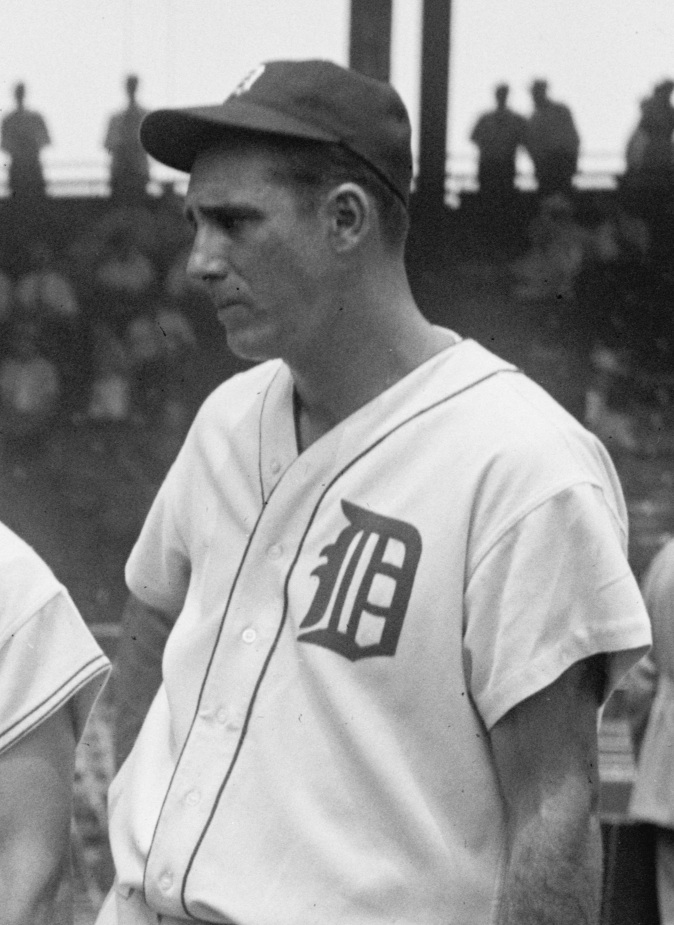
Hank Greenberg
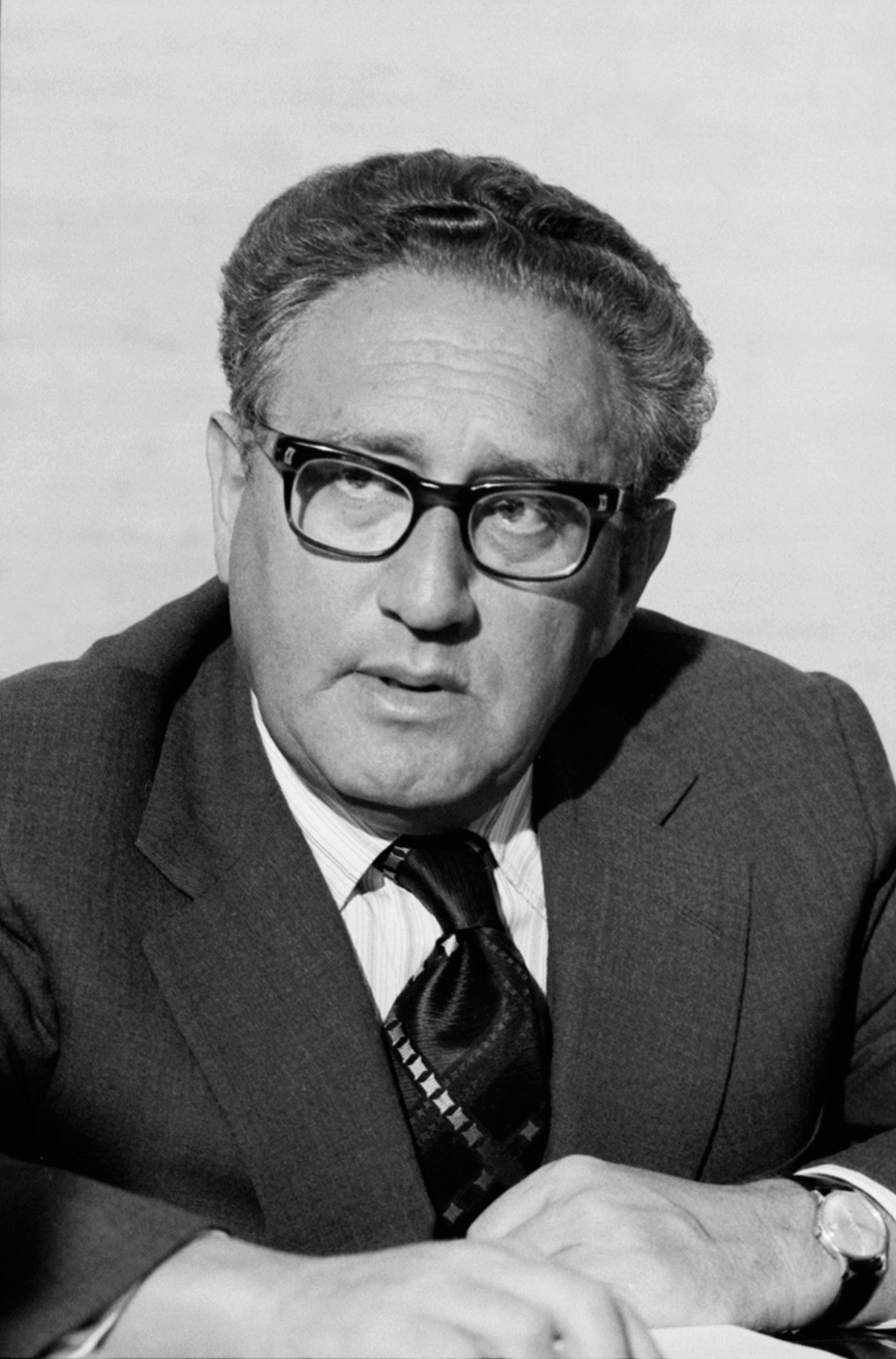
Henry Kissinger
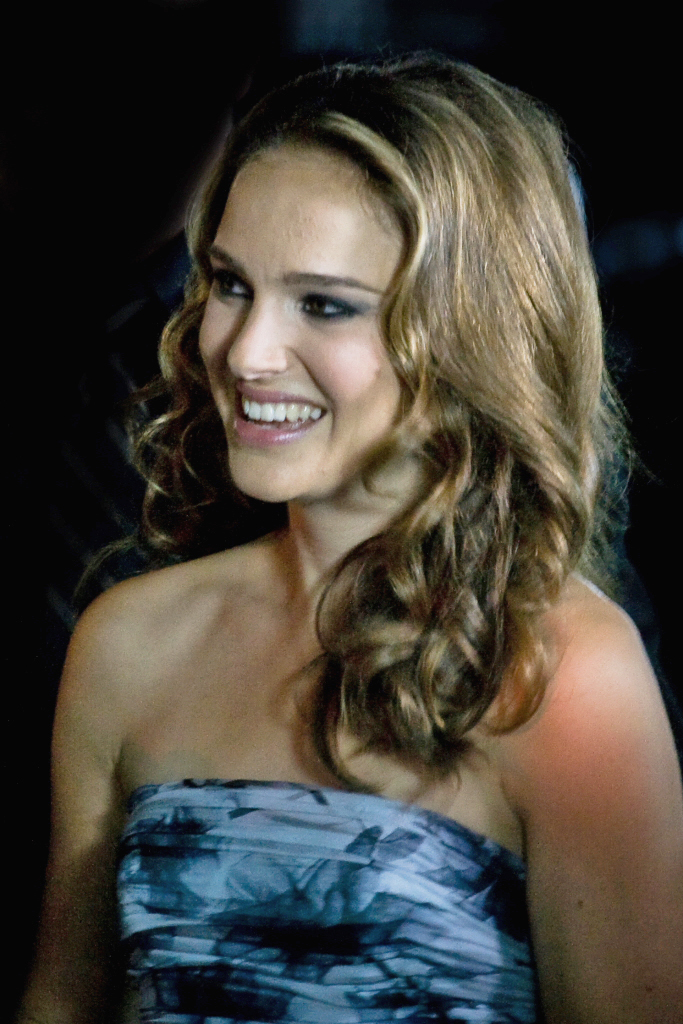
Natalie Portman
Menachem Mendel Schneerson
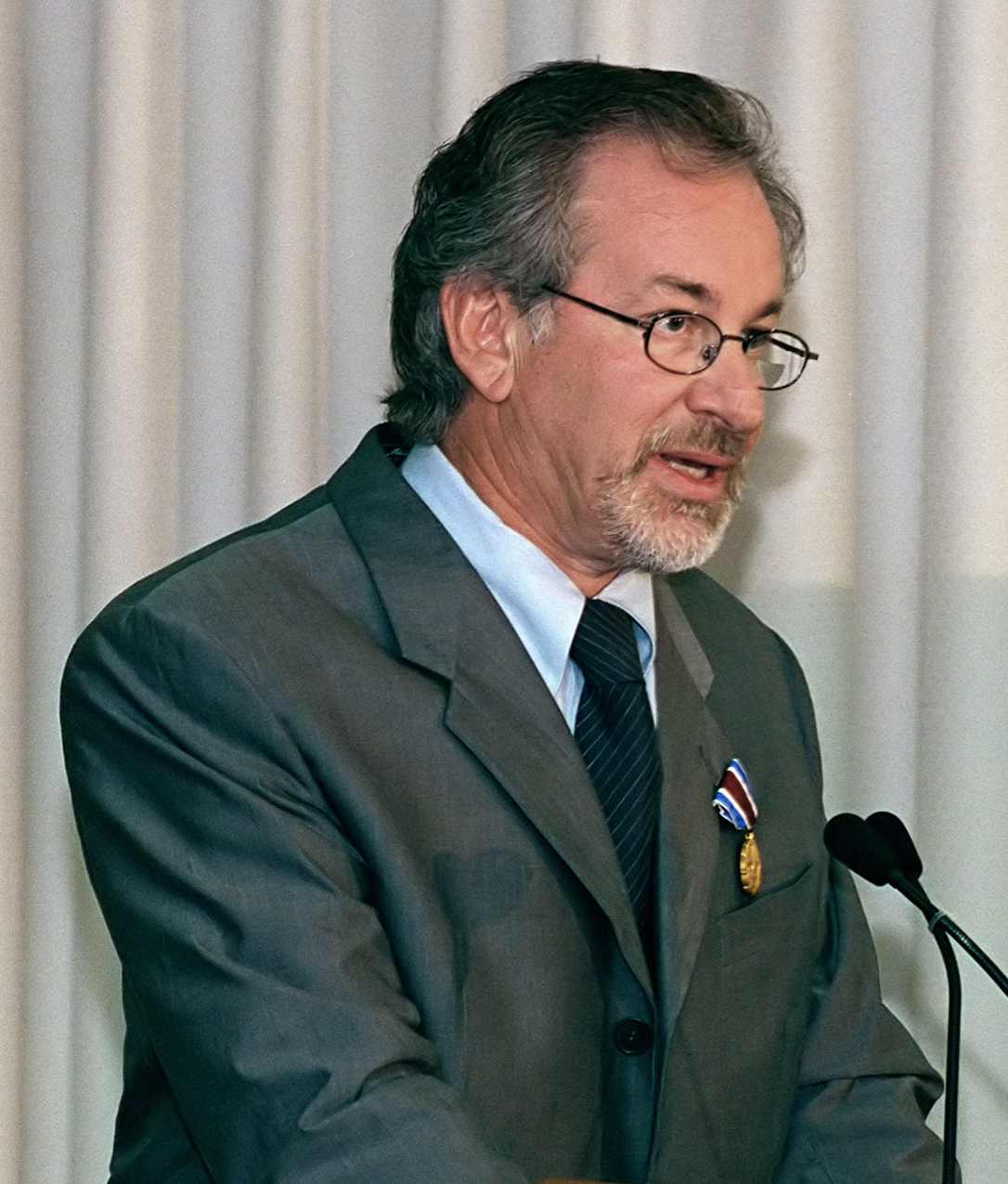
Steven Spielberg
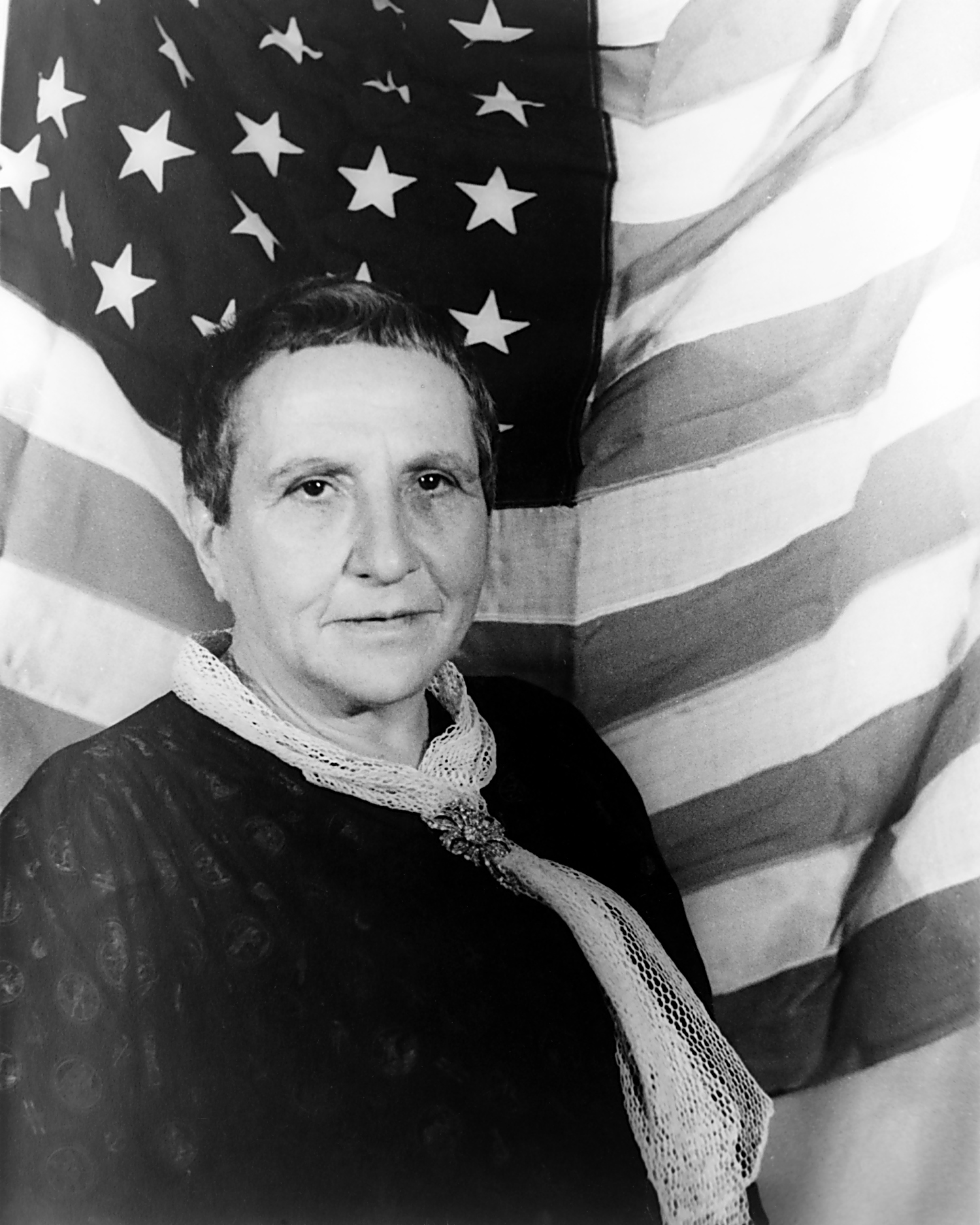
Gertrude Stein
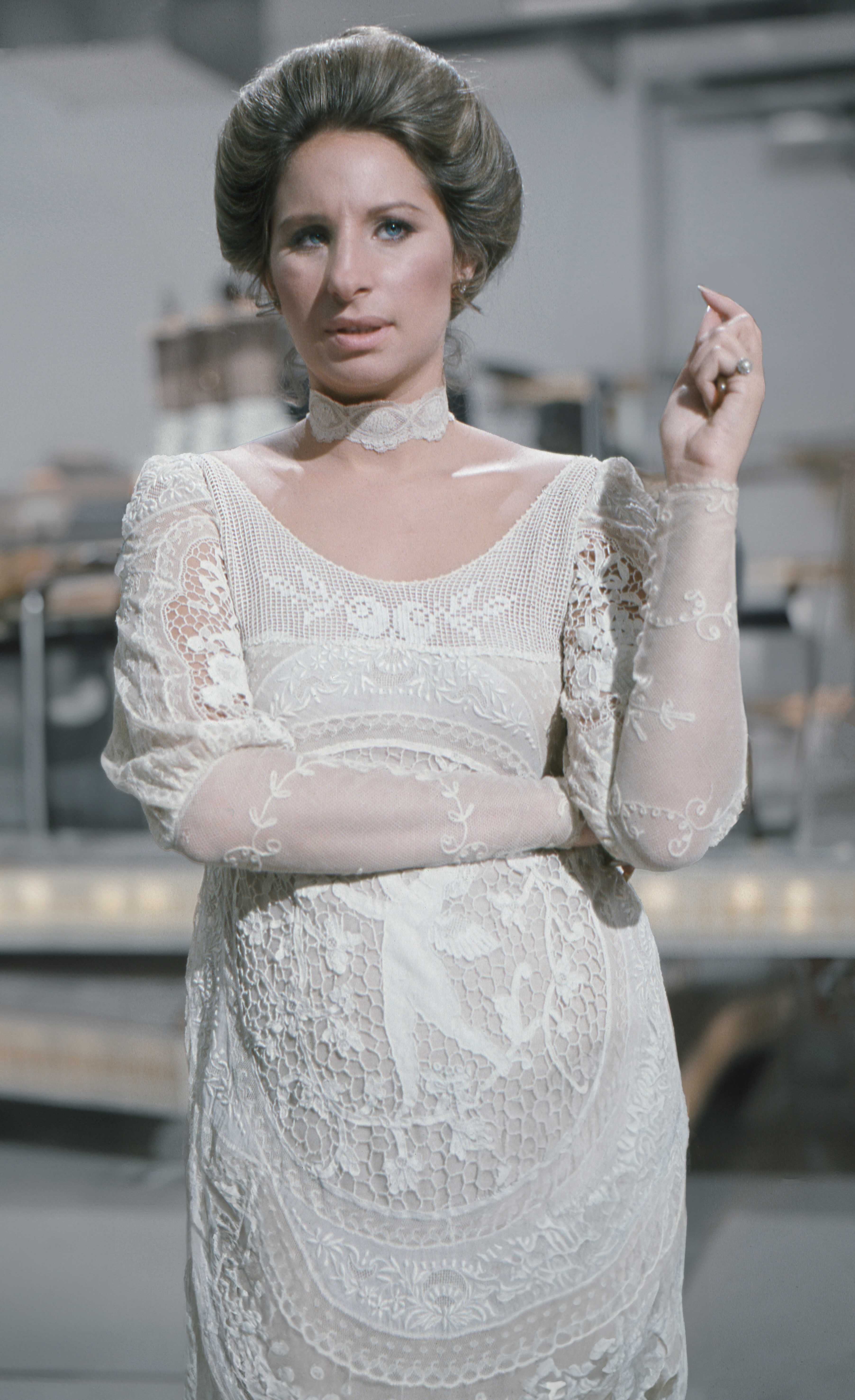
Barbra Streisand
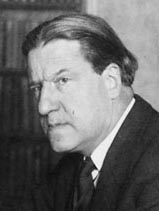
Stephen Samuel Wise
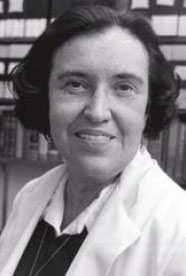
Rosalyn Sussman Yalow
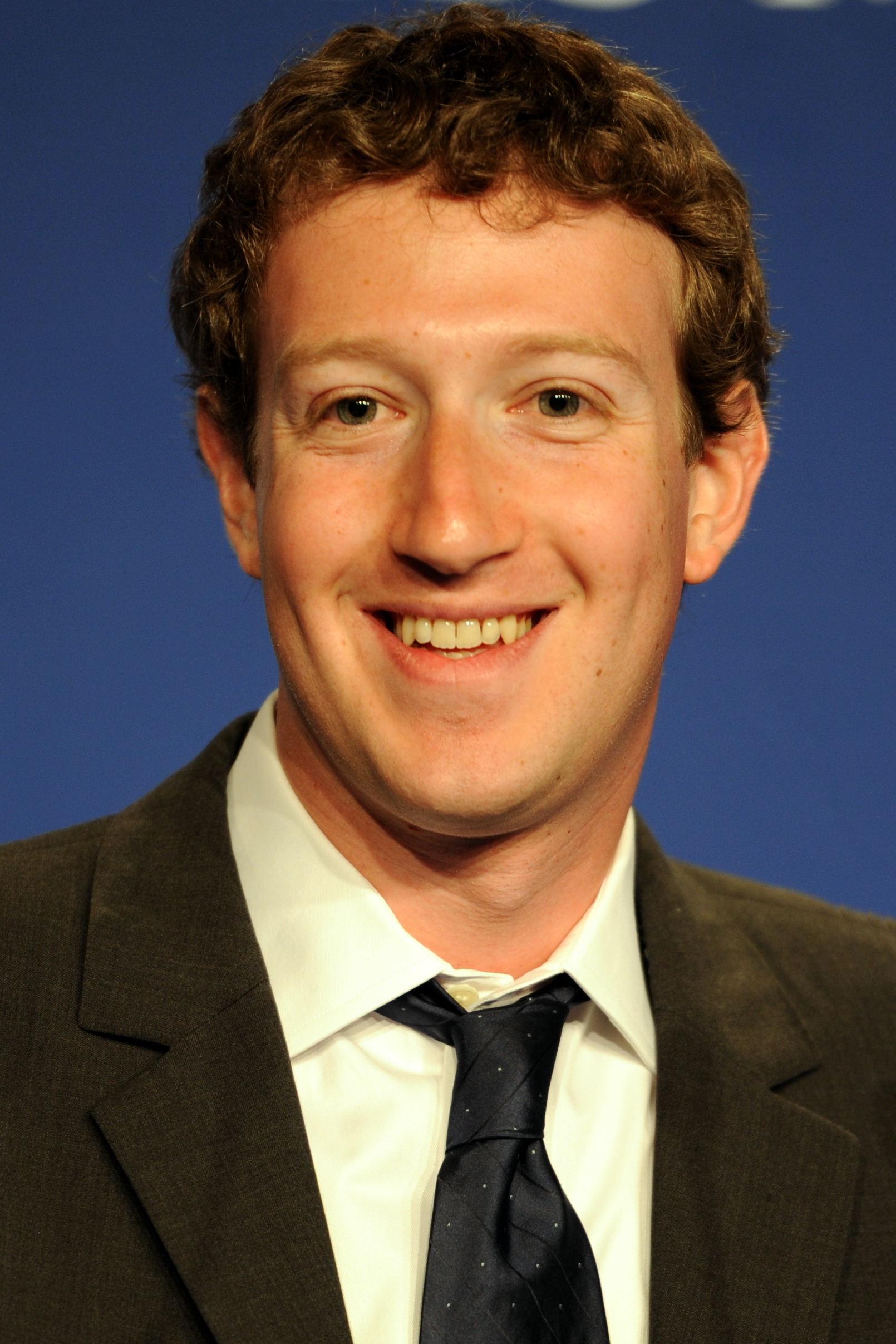
Mark Zuckerberg